# Coris caudimacula
Coris caudimacula (Quoy & Gaimard, 1834) è un pesce di acqua salata appartenente alla famiglia Labridae molto diffuso nel'oceano Indiano e nel sud del Mar Rosso.

## Distribuzione e habitat
Proviene dalle barriere coralline dell'oceano Indiano e del Mar Rosso, in particolare da Shark Bay, in Australia, East London, in Sudafrica, Mauritius,  Riunione, Seychelles, Aldabra, Comore, Madagascar e dalle coste dell'Africa orientale, in particolare da Mozambico, Tanzania, Somalia e Kenya. È una specie comune nel suo areale, che vive soprattutto in zone con fondo sabbioso, sempre nei pressi di zone ricche di coralli. Nuota tra 1 e 57 m di profondità, ma solitamente non si trova al di sotto dei 25.

## Descrizione
Presenta un corpo allungato, con il profilo della testa abbastanza appuntito. Gli esemplari giovani sono più affusolati degli adulti. La lunghezza massima registrata è di 20 cm.
La colorazione varia molto durante la vita del pesce. I giovani hanno il dorso arancione e il ventre bianco, con qualche striatura giallastra o rosata. La pinna caudale è pallida e ha il margine arrotondato. Con la crescita il dorso diventa bicolore, con una fascia marrone chiara e una quasi nera sotto, talvolta entrambe tendenti al rosso. Quelle due fasce sono interrotte da delle linee più chiare verticali e separate da una linea bianca orizzontale che parte dall'occhio e termina vicino a una piccola macchia nera, sul peduncolo caudale. Sul ventre è presente una macchia giallastra, mentre sulla pinna caudale ci sono tante piccole macchie azzurre. Il ventre può avere leggere sfumature verdi.
I maschi adulti hanno un'altra colorazione ancora: il ventre è verde chiaro, la testa giallastra con delle strisce blu-violacee irregolari, che diventano orizzontali ma meno evidenti sul dorso verde scuro. In alcuni esemplari le strisce pallide verticali sul dorso rimangono evidenti. La pinna dorsale ha i primi raggi più allungati e scuri, e come la pinna anale è rossa con delle striature blu. La pinna caudale è rossa, sempre con il margine arrotondato, e le pinne pettorali sono trasparenti.

## Biologia

### Alimentazione
La sua dieta è prevalentemente carnivora ed è composta soprattutto da invertebrati acquatici come molluschi bivalvi e gasteropodi, vermi policheti e crostacei, in particolare granchi, Peracarida e anfipodi.

### Riproduzione
È oviparo e la fecondazione è esterna; non ci sono cure nei confronti delle uova.

## Conservazione
Questa specie è diffusa in diverse aree marine protette e nonostante in alcune zone del suo areale sia minacciata dall'inquinamento delle acque costiere, viene classificata come "a rischio minimo" (LC) dalla lista rossa IUCN.